# J.B.S. Haldane
J.B.S. Haldane (John Burdon Sanderson Haldane), född 5 november 1892, död 1 december 1964, var en brittisk genetiker och evolutionsbiolog. Han var son till John Scott Haldane.

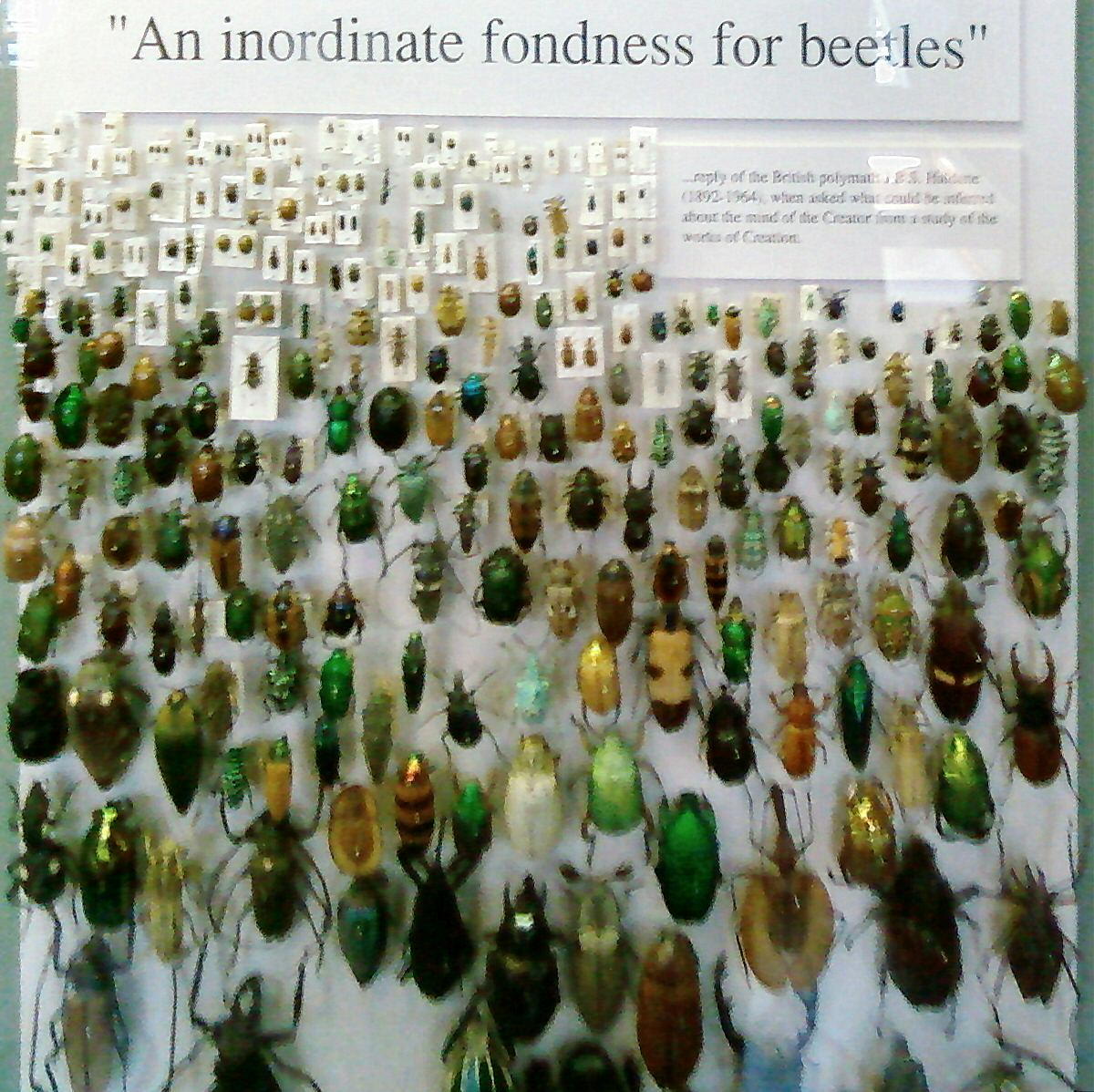
Pendang till Haldanes "En omåttlig kärlek till skalbaggar" på Oxfords naturhistoriska universitetsmuseum.

Tillsammans med Ronald Fisher och Sewall Wright var han en av populationsgenetikens grundare. Den vanligaste härledningen av Michaelis-Mentens ekvation idag gjordes ursprungligen av Haldane och G. E. Briggs 1925. Haldane skrev också flera populärvetenskapliga böcker, såsom The Causes of Evolution (1934).
Haldane var marxist och medlem i det nu upplösta Communist Party of Great Britain mellan 1942 och 1950. Han vidhöll dock sin uppskattning av Josef Stalin och hans värv fram till sin död.
På svenska finns Daedalus och Icarus eller Vetenskapen och framtiden, skriven ihop med Bertrand Russell (svensk översättning av August Carr, Geber, 1924).

## Berömda citat
- När teologer frågade honom vad man kan härleda ur Skaparens hjärna från Hans skapelse, svarade Haldane "En omåttlig kärlek till skalbaggar."[15] (Han syftade på det faktum att 400 000 skalbaggarter var upptäckta.)